# Onze-Lieve-Vrouw Onbevlekt Ontvangenkerk (Venlo)
De kerk Onze Lieve Vrouw Onbevlekt Ontvangen is een van de Venlose kerken, en staat in de wijk Sinselveld. Deze kerk was een van de laatste die ontworpen werd door Pierre Cuypers. In de volksmond wordt het de Mariakerk genoemd.

## Bouwgeschiedenis
Na het jaar 1900 werd Venlo steeds groter, ook het gebied ten zuiden van het station (het tegenwoordige Venlo-Zuid werd bebouwd. De vraag naar een eigen kerk en parochie werd steeds groter. Daarom werd er rond 1911 besloten om een eigen kerk te bouwen. De bekende architect Pierre Cuypers tekende de ontwerpen. Dit zou de laatste grote neogotische kerk zijn die door hem ontworpen zou worden. In 1913 werd begonnen met de bouw van de kerk, en in 1915 werd deze in gebruik genomen.

## Tijdens de oorlog
Tijdens de oorlog viel op 3 november 1944 een bom vlak bij de kerk en richtte aanzienlijke schade aan. Daarnaast richtte ook het granaatvuur van 3 november 1944 tot 1 maart 1945 veel schade aan.
Vanaf Duits grondgebied leek de toren van de kerk erg hoog. De Franse krijgsgevangenen, die in Duitsland te werk waren gesteld maar erin slaagden te vluchten, hadden de opdracht gekregen zich in Venlo in de kerk met de hoogste toren te gaan verschuilen. Daardoor werd de kerk een groot doorvoerstation van krijgsgevangenen. Pastoor of kapelaan bracht hen dan naar de Hulsterhof, waar ze van voedsel en kleren werden voorzien en verder werden getransporteerd.

## Na de oorlog
De schade aan de kerk werd na de oorlog hersteld. In de gehele kerk zaten veel kogelgaten, en van de toren was het hele dak weggevaagd.
De schade werd door architect Frans Stoks in 1947-1948 hersteld. Daarbij werd het dak van de toren lager herbouwd. De oorspronkelijke torenspits was een achtkantige spits tussen vier topgevels maar door de verlaging werd dit een spits met ruitdaken.